# Alison Van Uytvanck
Alison Van Uytvanck (Vilvoorde, 1994. március 26. –) belga hivatásos teniszezőnő.
2010 óta profi teniszjátékos. Eddigi pályafutása során egyéniben öt WTA-, három WTA 125K és 16 ITF-tornagyőzelmet szerzett. Párosban 2 WTA és 1 ITF-tornán végzett az első helyen. A Grand Slam-tornákon a legjobb egyéni eredménye a 2015-ös Roland Garroson elért negyeddöntő, párosban a 3. kör, amelyig 2015-ben Wimbledonban és a 2021-es US Openen jutott. Legjobb világranglista helyezése egyéniben a 37. hely, amelyre 2018. augusztus 13-án került, párosban a legjobbja a 66. hely, amelyen 2022. május 16-án állt.
2012 óta Belgium Fed-kupa-csapatának tagja.

## Élete és pályafutása
Ötéves korában kezdett el teniszezni. Első ITF szervezésű junior mérkőzését 2008. októberben játszotta a Heiveld Indoor Junior Championships tornán, ahol a kvalifikációból a 2. körig jutott. Első junior tornagyőzelmét 2009. júliusban aratta a Swiss Junior Trophy versenyen. A felnőtt mezőnyben 2011-ben szerezte első tornagyőzelmét egy 10 000 dolláros versenyen Portugáliában, Vale de Lobóban, ahol a kvalifikációból indulva szerezte meg az első helyet. Ebben az évben összesen négy 10 000 dolláros tornán győzött.
Első WTA-tornája a Premier kategóriájú 2011-es Brussels Open volt, ahol a kvalifikációból feljutva az első körben legyőzte Patty Schnydert és a második körig jutott, ahol Yanina Wickmayer ütötte el a továbbjutástól. 2012-ben ezen a versenyen már a negyeddöntőig jutott, ahol Agnieszka Radwańska ellen szenvedett vereséget.
2013-ban nyerte első WTA 125K sorozatú tornáját a Taipei Openen, ahol szabadkártyával indulhatott. A döntőben Yanina Wickmayert győzte le. 2014-ben mind a négy Grand Slam-tornán feljutott a főtáblára és addigi legjobb eredményeként Wimbledonban a 2. körig jutott.
2015-ben kimagasló eredményt ért el a Roland Garroson, ahol Anna Karolína Schmiedlová, Zarina Dias, Kristina Mladenovic és Andreea Mitu legyőzése után a negyeddöntőbe jutott, ahol Bacsinszky Tímea ütötte el a továbbjutástól. Ebben az évben érte el legmagasabb világranglista helyezését, a 41. helyet. 2016 elején szerzett bokasérülése miatt ki kellett hagynia a salakpályás szezont, így nem tudta megvédeni az előző évben a Roland Garroson szerzett pontjait, emiatt kiesett a Top100-ból.
2017. szeptember 17-én szerezte első WTA-tornagyőzelmét, amikor a Tournoi de Québec tornán a döntőben Babos Tímeát győzte le.

## WTA döntői

### Egyéni

#### Győzelmei (5)
| Összesítés            |                              |
| Grand Slam-torna (0)  |                              |
| Premier Mandatory (0) | WTA 1000 (kötelező)* (0)     |
| Premier Five (0)      | WTA 1000 (nem kötelező)* (0) |
| Premier (0)           | WTA 500* (0)                 |
| International (4)     | WTA 250* (1)                 |

*2021-től megváltozott a tornák kategóriáinak elnevezése.
|    | Dátum                | Torna                           | Borítás     | Ellenfél a döntőben | Döntő eredménye |
| 1. | 2017. szeptember 17. | Tournoi de Québec, Québec       | Szőnyeg (f) | Babos Tímea         | 5–7, 6–4, 6–1   |
| 2. | 2018. február 25.    | Hungarian Ladies Open, Budapest | Kemény (f)  | Dominika Cibulková  | 6–3, 3–6, 7–5   |
| 3. | 2019. február 24.    | Hungarian Ladies Open, Budapest | Kemény (f)  | Markéta Vondroušová | 1–6, 7–5, 6–2   |
| 4. | 2019. szeptember 28. | Tashkent Open, Taskent          | Kemény      | Sorana Cîrstea      | 6–2, 4–6, 6–4   |
| 5. | 2021. október 2.     | Astana Open, Nur-Szultan        | Kemény (f)  | Julija Putyinceva   | 1–6, 6–4, 6–3   |

### Páros
| Összesítés            |                              |
| Grand Slam-torna (0)  |                              |
| Premier Mandatory (0) | WTA 1000 (kötelező)* (0)     |
| Premier Five (0)      | WTA 1000 (nem kötelező)* (0) |
| Premier (0)           | WTA 500* (0)                 |
| International (1)     | WTA 250* (1)                 |

*2021-től megváltozott a tornák kategóriáinak elnevezése.

#### Győzelmei (2)
|    | Dátum                | Torna                           | Borítás    | Partner      | Ellenfél a döntőben                 | Döntő eredménye |
| 1. | 2018. október 20.    | BGL Luxembourg Open, Luxembourg | Kemény (f) | Greet Minnen | Vera Lapko Mandy Minella            | 7–6(3), 6–2     |
| 2. | 2021. szeptember 18. | BGL Luxembourg Open, Luxembourg | Kemény (f) | Greet Minnen | Erin Routliffe Kimberley Zimmermann | 6–3, 6–3        |

#### Elveszített döntői (2)
|    | Dátum             | Torna                             | Borítás    | Partner           | Ellenfél a döntőben                            | Döntő eredménye  |
| 1. | 2015. február 15. | Proximus Diamond Games, Antwerpen | Kemény (f) | An-Sophie Mestach | Anabel Medina Garrigues Arantxa Parra Santonja | 4–6, 6–3, [5–10] |
| 2. | 2021. május 21.   | Serbia Open, Belgrád              | Salak      | Greet Minnen      | Aleksandra Krunić Nina Stojanović              | 0–6, 2–6         |

## WTA 125K döntői: 6 (3–3)

### Egyéni: 4 (3–1)
| Eredmény | No. | Dátum              | Torna                          | Borítás    | Ellenfél a döntőben | Eredmény      |
| -------- | --- | ------------------ | ------------------------------ | ---------- | ------------------- | ------------- |
| Győztes  | 1.  | 2013. november 10. | Taipei WTA Ladies Open, Tajpej | Kemény     | Yanina Wickmayer    | 6–4, 6–2      |
| Döntős   | 2.  | 2019. augusztus 4. | Liqui Moly Open, Karlsruhe     | Salak      | Patricia Maria Țig  | 6–3, 1–6, 2–6 |
| Győztes  | 2.  | 2021. december 19. | Open de Limoges, Limoges       | Kemény (f) | Ana Bogdan          | 6–2, 7–5      |
| Győztes  | 3.  | 2022. június 19.   | Veneto Open, Gaiba             | Fű         | Sara Errani         | 6–4, 6–3      |

### Páros: 2 (0–2)
| Eredmény | No. | Dátum              | Torna                          | Borítás | Partner            | Ellenfelek a döntőben              | Eredmény         |
| -------- | --- | ------------------ | ------------------------------ | ------- | ------------------ | ---------------------------------- | ---------------- |
| Döntő    | 1.  | 2013. november 10. | Taipei WTA Ladies Open, Tajpej | Kemény  | Anna-Lena Friedsam | Caroline Garcia Jaroszlava Svedova | 3–6, 3–6         |
| Döntő    | 2.  | 2022. május 15.    | Karlsruhe Open, Karlsruhe      | Salak   | Jana Szizikova     | Mayar Sharif Udvardy Panna         | 7–5, 4–6, [2–10] |

## ITF-döntői

### Egyéni: 24 (16–8)
| Díjazás              |
| -------------------- |
| $100,000 torna       |
| $75,000 torna        |
| $50,000 torna        |
| $25,000/35,000 torna |
| $10,000 torna        |

| Borításonként |
| ------------- |
| Kemény (10–5) |
| Salak (3–1)   |
| Fű (3–1)      |
| Szőnyeg (0–1) |

| Eredmény | No. | Dátum                | Torna                              | Borítás     | Ellenfél                    | Eredmény         |
| -------- | --- | -------------------- | ---------------------------------- | ----------- | --------------------------- | ---------------- |
| Győztes  | 1.  | 2011. február 13.    | Vale do Lobo, Portugália           | Kemény      | Elitsa Kostova              | 6–3, 4–6, 6–2    |
| Győztes  | 2.  | 2011. március 13.    | Dijon, Franciaország               | Kemény      | Claire Feuerstein           | 6–2, 6–3         |
| Döntős   | 1.  | 2011. április 23.    | Tessenderlo, Belgium               | Salak (f)   | Anna-Lena Grönefeld         | 3–6, 5–7         |
| Győztes  | 3.  | 2011. május 8.       | Edinburgh, Egyesült Királyság      | Salak       | Justyna Jegiołka            | 6–7(5), 6–4, 6–2 |
| Győztes  | 4.  | 2011. november 6.    | Sunderland, Egyesült Királyság     | Kemény (f)  | Tara Moore                  | 6–4, 6–1         |
| Győztes  | 5.  | 2012. január 15.     | Glasgow, Egyesült Királyság        | Kemény (f)  | Franciaországsca Stephenson | 6–3, 6–1         |
| Döntős   | 2.  | 2012. január 29.     | Kaarst, Németország                | Kemény (f)  | Dinah Pfizenmaier           | 4–6, 4–6         |
| Döntős   | 3.  | 2012. október 21.    | Glasgow, Egyesült Királyság        | Kemény (f)  | Samantha Murray             | 3–6, 6–2, 3–6    |
| Győztes  | 6.  | 2012. november 11.   | Equeurdreville, Franciaország      | Kemény (f)  | Julie Coin                  | 6–1, 3–6, 6–3    |
| Győztes  | 7.  | 2013. január 27.     | Andrezieux-Boutheon, Franciaország | Kemény (f)  | Ana Vrljić                  | 6–1, 6–4         |
| Döntős   | 4.  | 2013. március 24.    | Sunderland, Egyesült Királyság     | Kemény (f)  | Anna-Lena Friedsam          | 2–6, 6–7(4)      |
| Győztes  | 8.  | 2013. április 28.    | Chiasso, Svájc                     | Salak       | Katarzyna Kawa              | 7–6(2), 6–3      |
| Győztes  | 9.  | 2013. szeptember 21. | Shrewsbury, Egyesült Királyság     | Kemény (f)  | Marta Szirotkina            | 7–5, 6–1         |
| Döntős   | 5.  | 2013. szeptember 28. | Loughborough, Egyesült Királyság   | Kemény (f)  | Anna-Lena Friedsam          | 3–6, 0–6         |
| Győztes  | 10. | 2016. július 17.     | Stockton, Egyesült Államok         | Kemény      | Anasztaszija Pivovarova     | 6–3, 3–6, 6–2    |
| Győztes  | 11. | 2016. október 2.     | Las Vegas, Egyesült Államok        | Kemény      | Sofia Kenin                 | 3–6, 7–6(4), 6–2 |
| Döntős   | 6.  | 2017. június 25.     | Ilkley, Egyesült Királyság         | Fű          | Magdaléna Rybáriková        | 5–7, 6–7(3)      |
| Döntős   | 7.  | 2017. október 29.    | Poitiers, Franciaország            | Kemény (f)  | Mihaela Buzărnescu          | 4–6, 2–6         |
| Győztes  | 12. | 2021. június 20.     | Nottingham, Egyesült Királyság     | Fű          | Arina Rodionova             | 6–0, 6–4         |
| Győztes  | 13. | 2022. június 5.      | Surbiton, Egyesült Királyság       | Fű          | Arina Rodionova             | 7–6(3), 6–2      |
| Győztes  | 14. | 2023. október 8.     | Reims, Franciaország               | Kemény      | Julija Avdejeva             | 6–4, 6–4         |
| Döntős   | 8.  | 2024. február 18.    | Altenkirchen, Németország          | Szőnyeg (f) | Julija Avdejeva             | 4–6, 4–6         |
| Győztes  | 15. | 2024. április 21.    | Hammámet, Tunézia                  | Kemény      | Sada Nahimana               | 6–4, 6–2         |
| Győztes  | 16. | 2024. június 9.      | Surbiton, Egyesült Királyság       | Fű          | Tatjana Maria               | 6–7(5), 6–1, 6–2 |

### Páros: 4 (2–2)
| Díjazás        |
| -------------- |
| $100,000 torna |
| $75,000 torna  |
| $50,000 torna  |
| $25,000 torna  |
| $10,000 torna  |

| Borításonként |
| ------------- |
| Kemény (2–2)  |
| Salak (0–0)   |
| Fű (0–0)      |
| Szőnyeg (0–0) |

| Eredmény | No. | Dátum               | Torna                            | Borítás    | Partner            | Ellenfél                               | Eredmény       |
| -------- | --- | ------------------- | -------------------------------- | ---------- | ------------------ | -------------------------------------- | -------------- |
| Döntős   | 1.  | 2010. augusztus 16. | Westende, Belgium                | Kemény     | Irina Hromacsova   | Quirine Lemoine Demi Schuurs           | 6-3 4-6 [4-10] |
| Döntős   | 2.  | 2012. március 5.    | Dijon, Franciaország             | Kemény (f) | Jana Szizikova     | Diāna Marcinkēviča Dészpina Papamihaíl | 5–7, 6–7(7)    |
| Győztes  | 1.  | 2013. március 25.   | Croissy-Beaubourg, Franciaország | Kemény (f) | Anna-Lena Friedsam | Stéphanie Foretz Eva Hrdinová          | 6–3, 6–4       |
| Győztes  | 2.  | 2016. július 11.    | Stockton, Egyesült Államok       | Kemény     | Kristýna Plíšková  | Robin Anderson Maegan Manasse          | 6–2, 6–3       |

## Eredményei Grand Slam-tornákon

### Egyéni
| Grand Slam | Australian Open | Australian Open    | Roland Garros | Roland Garros       | Wimbledon     | Wimbledon            | US Open       | US Open           |
| Év         | Eredmény        | Utolsó ellenfél    | Eredmény      | Utolsó ellenfél     | Eredmény      | Utolsó ellenfél      | Eredmény      | Utolsó ellenfél   |
| 2013       | –               | –                  | –             | –                   | Selejtező(Q2) | Selejtező(Q2)        | Selejtező(Q3) | Selejtező(Q3)     |
| 2014       | 1. kör          | Virginie Razzano   | 1. kör        | Tamira Paszek       | 2. kör        | Dominika Cibulková   | 1. kör        | Varvara Lepchenko |
| 2015       | 1. kör          | Serena Williams    | Negyeddöntő   | Bacsinszky Tímea    | 1. kör        | B Mattek-Sands       | 1. kör        | Jessica Pegula    |
| 2016       | 1. kör          | Viktorija Azaranka | –             | –                   | 1. kör        | Tara Moore           | 1. kör        | Vang Ja-fan       |
| 2017       | –               | –                  | 2. kör        | Agnieszka Radwańska | 1. kör        | J Makarova           | 1. kör        | Cseng Szaj-szaj   |
| 2018       | 1. kör          | Petra Martić       | 2. kör        | Julia Görges        | 4. kör        | Darja Kaszatkina     | 1. kör        | Leszja Curenko    |
| 2019       | 1. kör          | Caroline Wozniacki | 1. kör        | S Sorribes Tormo    | 2. kör        | Ashleigh Barty       | 2. kör        | Vang Csiang       |
| 2020       | 1. kör          | Fiona Ferro        | 2. kör        | Irina Bara          | elmaradt      | elmaradt             | 1. kör        | Camila Giorgi     |
| 2021       | 2. kör          | Julija Putyinceva  | 1. kör        | Martina Trevisan    | 1. kör        | Elina Szvitolina     | 1. kör        | Paula Badosa      |
| 2022       | 2. kör          | Vang Csiang        | 2. kör        | Cori Gauff          | 1. kör        | Emma Raducanu        | 2. kör        | Clara Burel       |
| 2023       | 1. kör          | Petra Kvitová      | –             | –                   | –             | –                    | –             | –                 |
| 2024       | –               | –                  | 1. kör        | Tamara Zidanšek     | 1. kör        | Julija Sztarodubceva |               |                   |

## Év végi világranglista-helyezései
| Év     | 2010 | 2011 | 2012 | 2013 | 2014 | 2015 | 2016 | 2017 | 2018 | 2019 | 2020 | 2021 | 2022 | 2023 |
| Egyéni | 829. | 297. | 220. | 129. | 80.  | 42.  | 123. | 75.  | 50.  | 47.  | 63.  | 68.  | 54.  | 299. |
| Páros  | −    | 988. | 319. | 508. | 365. | 107. | 290. | –    | 186. | 123. | 102. | 87.  | 183. | 348. |